# Jean Vauthier (banquier)
Pour les articles homonymes, voir Vauthier.
Jean Vauthier (Bruxelles 15 février 1888 - Bruxelles 15 janvier 1980) est un avocat, professeur d'université, banquier et homme politique belge. Il a été brièvement ministre des Finances dans l'immédiat après-guerre.

## Biographie
Jean Maurice Faustin Vauthier, né à Bruxelles le 15 février 1888, est le fils de Maurice Vauthier, avocat, ministre libéral de l'Intérieur et professeur d'université et de Marie Beckers. Il épouse Lucy François le 1er septembre 1910 à Saint-Gilles.
Il étudie le droit à l'Université libre de Bruxelles (ULB). Il fait partie à l'époque du cercle des étudiants libéraux. Il devient ensuite avocat auprès de la Cour d'appel de Bruxelles jusqu'en 1915.
En 1916, il quitte la Belgique occupée par les Allemands avec son frère Marcel en traversant la frontière électrifiée avec la Hollande. Ils rejoignent ainsi la France pour s'engager dans l'armée belge. Jean Vauthier devient lieutenant et conseiller juridique militaire auprès du Grand Quartier Général de l'armée belge.
Après la Première Guerre mondiale, il assume différentes fonctions dans le domaine économique. De 1919 à 1920, il est secrétaire du Conseil économique de Belgique et, de 1920 à 1928, secrétaire chargé du contentieux de la Banque de Bruxelles. De 1928 à 1935, il est administrateur dans différentes sociétés privées au Maroc (groupe Cregreco). À partir de 1928, il enseigne à l'ULB.
De 1935 à 1945, il est réviseur de banques dont la Banque belge d'Afrique (de 1940 à 1945) et président de l'Institut belge des réviseurs de banque.
De 1945 à 1946, il est président provisoire de la Banque d'émission avant sa liquidation. Cette filiale de la Banque nationale de Belgique avait, en effet, été créée sous la pression des autorités allemandes en Belgique pendant la Seconde Guerre mondiale. En 1947, il est également nommé président du Comité de liquidation des organismes déclarés nuls créés par l'Allemagne en Belgique pendant la Seconde Guerre mondiale.
D'août 1946 à mars 1947, il est brièvement ministre des Finances dans le gouvernement Huysmans. En novembre 1947, il est nommé au Conseil d'État belge, nouvellement créé, comme assesseur de la section de législation.
Il devient par la suite administrateur de la Banque de Bruxelles et vice-président en 1956.
Il a publié un grand nombre d'études financières et a donné de nombreuses conférences.

## Distinctions
- Commandeur de l'ordre de Léopold en avril 1955 (Belgique).
- Commandeur de l'ordre de la Couronne en 1947 (Belgique).